# La Roche-Mabile
La Roche-Mabile és un municipi francès situat al departament de l'Orne i a la regió de Normandia. L'any 2007 tenia 139 habitants.

## Demografia

### Població
El 2007 la població de fet de La Roche-Mabile era de 139 persones. Hi havia 62 famílies de les quals 15 eren unipersonals (4 homes vivint sols i 11 dones vivint soles), 25 parelles sense fills, 18 parelles amb fills i 4 famílies monoparentals amb fills.
La població ha evolucionat segons el següent gràfic:
Habitants censats

### Habitatges
El 2007 hi havia 80 habitatges, 60 eren l'habitatge principal de la família, 12 eren segones residències i 8 estaven desocupats. 77 eren cases i 2 eren apartaments. Dels 60 habitatges principals, 48 estaven ocupats pels seus propietaris i 13 estaven llogats i ocupats pels llogaters; 2 tenien dues cambres, 10 en tenien tres, 14 en tenien quatre i 34 en tenien cinc o més. 43 habitatges disposaven pel capbaix d'una plaça de pàrquing. A 25 habitatges hi havia un automòbil i a 32 n'hi havia dos o més.

### Piràmide de població
La piràmide de població per edats i sexe el 2009 era:
| Homes | Edats   | Dones |
| ----- | ------- | ----- |
| 0     | 95 o +  | 0     |
| 4     | 90 a 94 | 8     |
| 4     | 85 a 89 | 4     |
| 4     | 80 a 84 | 0     |
| 8     | 75 a 79 | 12    |
| 0     | 70 a 74 | 4     |
| 4     | 65 a 69 | 0     |
| 12    | 60 a 64 | 4     |
| 0     | 55 a 59 | 12    |
| 8     | 50 a 54 | 0     |
| 0     | 45 a 49 | 4     |
| 8     | 40 a 44 | 4     |
| 4     | 35 a 39 | 4     |
| 8     | 30 a 34 | 8     |
| 0     | 25 a 29 | 4     |
| 0     | 20 a 24 | 0     |
| 0     | 15 a 19 | 4     |
| 12    | 10 a 14 | 8     |
| 4     | 5 a 9   | 8     |
| 4     | 0 a 4   | 4     |

## Economia
El 2007 la població en edat de treballar era de 83 persones, 66 eren actives i 17 eren inactives. De les 66 persones actives 60 estaven ocupades (31 homes i 29 dones) i 7 estaven aturades (5 homes i 2 dones). De les 17 persones inactives 6 estaven jubilades, 4 estaven estudiant i 7 estaven classificades com a «altres inactius».

### Ingressos
El 2009 a La Roche-Mabile hi havia 67 unitats fiscals que integraven 144,5 persones, la mediana anual d'ingressos fiscals per persona era de 17.696 €.

### Activitats econòmiques
Dels 7 establiments que hi havia el 2007, 1 era d'una empresa de fabricació d'altres productes industrials, 3 d'empreses de construcció, 1 d'una empresa de comerç i reparació d'automòbils, 1 d'una empresa d'hostatgeria i restauració i 1 d'una empresa de serveis.
Dels 3 establiments de servei als particulars que hi havia el 2009, 1 era un paleta, 1 lampisteria i 1 electricista.
L'any 2000 a La Roche-Mabile hi havia 7 explotacions agrícoles.

## Equipaments sanitaris i escolars
El 2009 hi havia una escola elemental integrada dins d'un grup escolar amb les comunes properes formant una escola dispersa.

## Poblacions més properes
El següent diagrama mostra les poblacions més properes.